# Adstock
Adstock es un pueblo y una parroquia civil del distrito de Aylesbury Vale, en el condado de Buckinghamshire (Inglaterra). Según el censo de 2001, Adstock estaba habitado por 415 personas en 165 viviendas.